# Сарни (станція)
Са́рни — вузлова дільнична залізнична станція Рівненської дирекції Львівської залізниці на перетині неелектрифікованих ліній Барановичі-Поліські — Рівне та Київ — Ковель. Розташована в середмісті  Сарн Сарненського району Рівненської області.

## Історія
Станція відкрита 1885 року під час будівництва лінії Рівне — Лунинець (Білорусь). У перші десятиліття була проміжною, проте з відкриттям у 1902 році залізниці Київ — Ковель, станція набула статусу вузлової. Після цього на станції були побудовані паровозне депо та вагонна дільниця.
У жовтні та грудні 1905 року на станції відбувався політичний страйк залізничників. У липні-серпні 1918 року відбувся політичний страйк залізничників Сарненського вузла проти німецьких окупантів. У 1918 році на станції розміщувалася Центральна Рада УНР на чолі з першим президентом України Михайлом Грушевським.
У грудні 1942 року партизани об'єднання Сидора Ковпака, в ході операції «Сарненський хрест», одночасно підірвали п'ять залізничних мостів, що спричинило на майже півмісяця припинити рух поїздів через станцію.
Наразі станцця є однією з небагатьох неелектрифікованих вузлових станцій. Найближчими роками електрифікація Сарненського вузла не передбачена.

## Пасажирське сполучення
На станції зупиняються поїзди приміського та далекого сполучення. Є початковим та кінцевим пунктом для дизель-поїздів Коростенського, Ковельського, Здолбунівського напрямків. У напрямку Удрицька рух приміських поїздів тимчасово припинений.
| Рух поїздів по станції Сарни         |                       | |
| №                                    | Маршрут сполучення    | Періодичність курсування |
| Далеке сполучення                    |                       | |
| 113/114                              | Харків — Львів        | Через день, з 15.12.2024 — щоденно |
| 131/132                              | Дніпро — Львів        | Через день по 14.12.2024 |
| Скасовані поїзди далекого сполучення |                       | |
| 142                                  | Львів — Київ — Бахмут | З 9 грудня 2018 року маршрут руху поїзда подовжено до станції Бахмут. До російського вторгнення в Україну курсував щоденно. Наразі тимчасово скасований. |
| 141/142                              | Бахмут — Київ — Львів | З 10 грудня 2018 року поїзд курсував від станції Бахмут. До російського вторгнення в Україну курсував щоденно. Наразі тимчасово скасований.              |
| 371/372                              | Могильов — Львів      | Скасований з 18 березня 2020 року. Курсував по парним числам.                                                                                            |
| Приміське сполучення                 |                       | |
|                                      | Сарни — Здолбунів     | Щоденно |
|                                      | Здолбунів — Сарни     | Щоденно |
|                                      | Сарни — Ковель        | Щоденно |
|                                      | Сарни — Коростень     | Щоденно |
|                                      | Коростень — Сарни     | Щоденно |
|                                      | Ковель — Сарни        | Щоденно |
|                                      | Здолбунів — Удрицьк   | Скасований |
|                                      | Удрицьк — Здолбунів   | Скасований |
|                                      | Сарни — Олевськ       | Скасований |
|                                      | Олевськ — Сарни       | Скасований |